# Saint-Thois
Saint-Thois település Franciaországban, Finistère megyében. Lakosainak száma 709 fő (2022. január 1.). Saint-Thois Châteauneuf-du-Faou, Edern, Gouézec, Laz és Lennon községekkel határos.

## Népesség
A település népessége az elmúlt években az alábbi módon változott:
| Lakosok száma | 821  | 704  | 633  | 709  | 708  | 714  | 716  | 720  | 722  | 709  |
|               | 1968 | 1982 | 1990 | 2006 | 2013 | 2015 | 2017 | 2019 | 2020 | 2022 |